# 舟橋村 (岐阜県)
舟橋村（ふなばしむら）は、かつて岐阜県羽島郡にあった村。

## 沿革
- 1889年（明治22年）7月1日 - 町村制施行に伴い中島郡舟橋村が村制施行し、舟橋村が成立。
- 1896年（明治29年）4月1日 - 郡の統合により羽島郡に所属。
- 1897年（明治30年）4月1日 - 羽島郡江吉良村（初代）と合併し、江吉良村（2代）を新設して消滅。